# Agrostis uliginosa
Agrostis uliginosa é uma espécie de gramínea do gênero Agrostis, pertencente à família Poaceae.